# Nathalie Emmanuel
Nathalie Joanne Emmanuel (sinh ngày 2 tháng 3 năm 1989) là nữ diễn viên người Anh Quốc. Cô tham gia diễn xuất từ cuối những năm 1990 khi góp mặt trên sân khấu West End, London, trong đó tiêu biểu có vở nhạc kịch The Lion King. Năm 2006, cô bắt đầu đóng phim truyền hình với vai Sasha Valentine trong sê-ri dài tập Hollyoaks. Ở lĩnh vực điện ảnh, phim đầu tay của cô là Twenty8k.
Emmanuel được biết tới nhiều hơn qua vai hầu cận Missandei trong loạt phim Game of Thrones (2013–2019) và một số vai diễn khác trong Maze Runner: The Scorch Trials (2015), Maze Runner: The Death Cure (2018). Với loạt phim điện ảnh Fast & Furious, cô vào vai Ramsey trong Furious 7 (2015), The Fate of the Furious (2017), F9 (2021) và Fast X (2023).

## Thời thơ ấu
Emmanuel sinh ra tại thành phố Southend-on-Sea, Essex, Anh, có mẹ là người Dominica, cha là người lai Anh-Saint Lucian và một chị gái.